# Ravatite
La ravatite è un minerale composto dall'idrocarburo polinucleare aromatico (IPA) fenantrene. Deve il suo nome alla località di scoperta, Ravat, 100 km a nord di Dušanbe, nel Tagikistan nord-occidentale. La descrizione della scoperta, approvata dall'IMA, è avvenuta nel 1993.
Il minerale esposto alla luce ultravioletta presenta una fluorescenza giallo-biancastra.

## Morfologia
La ravatite si osserva in sottili placche irregolari di pochi micrometri policristalline o, più raramente, monocristalline, aggregate in incrostazioni spesse meno di un millimetro.

## Origine e giacitura
Il minerale è il prodotto della sublimazione dei residui della combustione naturale del carbone del medio Giurassico dei giacimenti carboniferi presenti nei pressi di Ravat.
Si rinviene in associazione con bitume liquido e raramente, selenio nativo.